# Дискография на Тайга
Майкъл Стивънсън, по-известен като Tyga (съкратено за Thank You God Always), е американски рапър с виетнамски и ямайски корени. Дискографията му включва 3 албума,1 съвместен албум,14 микс касети и 9 сингли.

## Албуми

### Самостоятелни
- No Introduction (2008)
- Careless World: Rise of the Last King (2012)
- Hotel California (2013)[1]

### Съвместни
- We Are Young Money (с другите изпълнители от лейбъла Young Money) (2010)

## Микс касети
- Young On Probation (2007)
- No Introduction The Series: April 10 (2008)[2]
- No Introduction The Series: May 10 (2008)[3]
- Outraged & Underaged (2009)[4]
- The Potential (2009)[5]
- The Free Album (с участието на Клинтън Спаркс) (2009)
- Black Thoughts (2009)[6]
- Fan of a Fan (с участието на Крис Браун) (2010)[7][8]
- Well Done (2010)[9]
- Black Thoughts 2 (2011) [10]
- Well Done 2 (Finish Him) (2011)[11]
- #BitchImTheShit (2011)
- Well Done 3 (2012)
- Fan of a Fan 2 (с участието на Крис Браун)(2015)[12][13]

## Сингли
- Coconut Juice (с участието на Травис Маккой) (2008)[14]
- Cali Love (2009)
- I'm on It (с участието на Лил Уейн)
- Far Away (с участието на Крис Ричърдсън) (2011)
- Still Got It (с участието на Дрейк) (2011)
- Rack City (2011)
- Faded (с участието на Лил Уейн) (2012)
- Make It Nasty (2012)
- Do My Dance (с участието на Ту Чейнс) (2012)

## #BitchImTheShit
#BitchImTheShit  е 12-ата му микс касета. Издадена е на 5 декември 2011 г.

### Траклист[16]
1. Bitch I'm The Shit
2. Bitch Betta Have My Money (с участието на YG и Kurupt)
3. Make It Nasty
4. Pop It
5. In This Thang
6. Orgasm
7. Dancing 4 Dollas
8. Heisman (с участието на Хъни Кокейн)
9. Mack Down (с участието на Juicy J)
10. Bad Bitches (Remix) (с участието на Ту Чейнс и Гъда Гъда)
11. Get Gnarley
12. Bouncin on my Dick (с участието на Dash D Cadet)
13. Heisman (Part 2) (с участието на Хъни Кокейн)
14. Fuck With You
15. The Motto (с участието на Дрейк и Лил Уейн)